# George Dixon (Boxer)

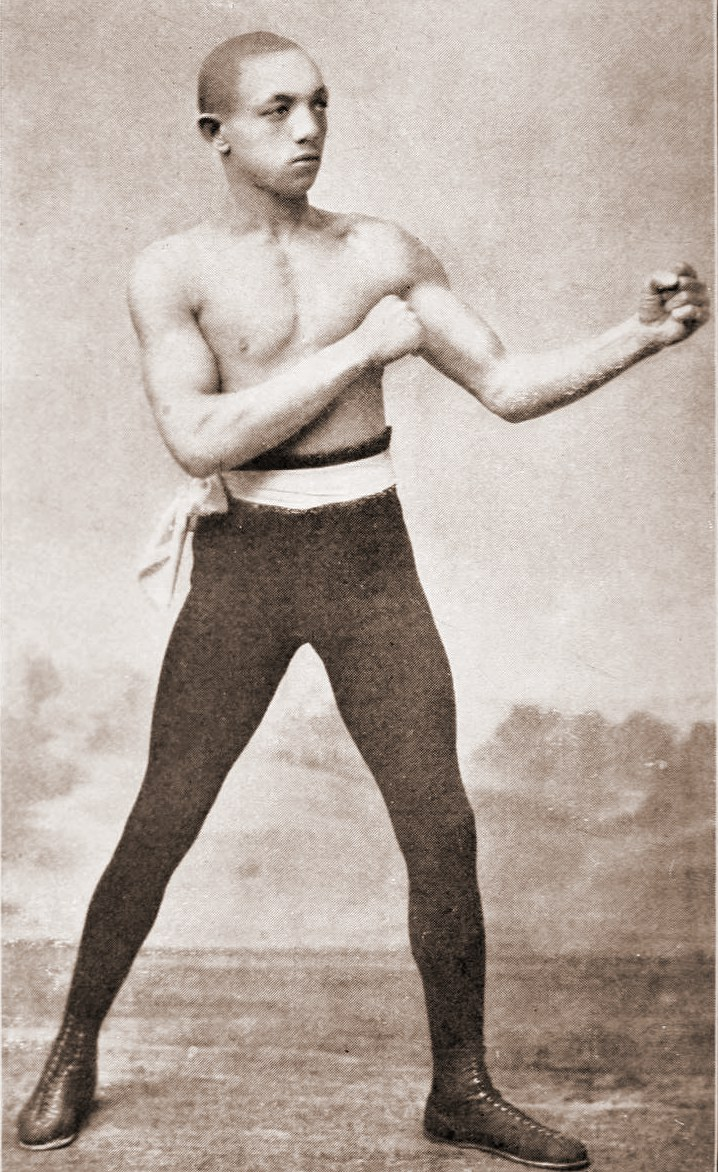
George Dixon

George Dixon (* 29. Juli 1870 in Halifax, Nova Scotia; † 6. Januar 1908 in New York) war ein kanadischer Bantam- und Federgewichtsboxer und erster Schwarzer, der einen WM-Gürtel gewann.
Er gab sich den Kampfnamen Little Chocolate, wurde aber oft als "Boxer ohne jede Schwäche" (The fighter without a flaw) bezeichnet. Die Anzahl seiner Kämpfe wird von Historikern auf 600–800 geschätzt, offiziell wurden nur 153 registriert.
Am 31. März 1890 wurde er als erster Schwarzer offizieller Weltmeister und hielt den Federgewichtstitel mit kurzer Unterbrechung von 1891 bis 1900, als er ihn an Terry McGovern verlor.
1990 fand Dixon Aufnahme in die International Boxing Hall of Fame. In Kanada wird er seit 2021 als Person von nationaler historischer Bedeutung geehrt.